# WTA Mumbai Open 2018
Il WTA Mumbai Open 2018, noto anche come L&T Mumbai Open 2018 per motivi di sponsorizzazione, è stato un torneo professionistico di tennis femminile giocato sul cemento. È stata la 3ª edizione del torneo, che fa parte del WTA Challenger Tour 2018. Si è giocato al Cricket Club of India di Mumbai in India dal 29 ottobre al 3 novembre 2018.

## Partecipanti

### Teste di serie
| Nazionalità | Giocatrice          | Ranking* | Testa di serie |
| ----------- | ------------------- | -------- | -------------- |
| Cina        | Zheng Saisai        | 47       | 1              |
| Slovenia    | Dalila Jakupovič    | 76       | 2              |
| Stati Uniti | Sachia Vickery      | 95       | 3              |
| Serbia      | Olga Danilović      | 99       | 4              |
| Thailandia  | Luksika Kumkhum     | 102      | 5              |
| Russia      | Margarita Gasparyan | 109      | 6              |
| Cina        | Zhu Lin             | 115      | 7              |
| Giappone    | Nao Hibino          | 116      | 8              |

* Ranking al 22 ottobre 2018.

### Altre partecipanti
Le seguenti giocatrici hanno ricevuto una wild card per il tabellone principale:
- Rutuja Bhosale
- Sabine Lisicki
- Ng Kwan-yau
- Karman Thandi

Le seguenti giocatrici sono passate dalle qualificazioni:
- Hiroko Kuwata
- Tereza Martincová
- Urszula Radwańska
- Pranjala Yadlapalli

La seguente giocatrice è entrata in tabellone come lucky loser:
- Sofia Shapatava

## Campionesse

### Singolare
Luksika Kumkhum ha sconfitto in finale  Irina Khromacheva col punteggio di 1–6, 6–2, 6–3.

### Doppio
Natela Dzalamidze /  Veronika Kudermetova hanno sconfitto in finale  Bibiane Schoofs /  Barbora Štefková col punteggio di 6–4, 7–6(4).